# Longus Mongus
Longus Mongus (bürgerlich Yonel Nirina Randrianarisoa) ist ein deutscher Rapper. Er gehört der Berliner Rapcrew BHZ an. Zudem ist er unter dem Alter Ego Dobel als DJ aktiv.

## Leben
Longus Mongus ist Gründungsmitglied der Rapgruppe BHZ aus Berlin-Schöneberg. Bei dem Track Loud von Monk und BHZ erhielt er seine erste Solochartplatzierung, obwohl BHZ als Interpret genannt wurde. Im März 2020, unter dem Eindruck der COVID-19-Pandemie veröffentlichte er unter dem Bandnamen Quarantäne Allstars den 10 Minuten langen Kollabotrack Coroni Megamix, an dem neben BHZ unter anderem Tarek K.I.Z, Lugatti & 9ine sowie Chapo102 mitwirkten.
Seine erste Solo-EP veröffentlichte er im November 2021 unter dem Titel leben^^. Im gleichen Jahr war er auf dem Song Sonnenuntergang von Lugatti & 9ine vertreten.
2022 gelang ihm zusammen mit Soho Bani die erste von BHZ unabhängige Chartplatzierung. Ihr gemeinsamer Track Inzidance erreichte Platz 49 der deutschen Singlecharts.
Am 23. Februar 2023 veröffentlichte er sein Soloalbum Endlich wieder Sommer.

## Diskografie

### Studioalben
- 2019: Kommaklar
- 2023: Endlich wieder Sommer

### EPs
- 2021: leben^^
- 2023: Kreis
- 2024: Blumengarten
- 2024: wir wollen

### Singles (Auswahl)
- 2020: Issues (mit Moritz)
- 2021: Gar nicht mal so schlecht (mit Nico K.I.Z, Lugatti & Torky Tork)
- 2021: Leise  (mit Soho Bani)
- 2021: Rotkäppchen
- 2022: Inzidance (mit Soho Bani)
- 2022: Mein Tee wird langsam kalt (Chapo102, 102 Boyz & Longus Mongus feat. Stacks102; #5 der deutschen Single-Trend-Charts am 21. Mai 2022[7])
- 2023: Omnipräsent (mit BHZ; #10 der deutschen Single-Trend-Charts am 3. Februar 2023[8])
- 2023: Ugg Boots
- 2023: Wiedersehen (mit Blumengarten)